# Eudrapa sogai
Eudrapa sogai là một loài bướm đêm trong họ Noctuidae.